# Брунеј на Летњим олимпијским играма 2012.
Брунеј се такмичио на Олимпијским играма 2012. одржаним у Лондону, од 27. јула до 20. августа. Ово је било његово пето учешће на олимпијским играма.
Брунеј је једина земља чланица Међународног олимпијског комитета која није учествовала на Летњим олимпијским играма 2008. у Пекингу, због административне грешке, јер је закаснио са пријавом тако да је ово био његов повратак на олимпијске игре.
Месец дана пре Игара у Лондону, Брунеј је привукао медијску пажњу јер је био једна од само три земље уз Саудијску Арабију и Катар које до ових Игара никада нису послали спортисткињу на олимпијске игре. Међународни олимпијски комитет је обећао да ће „притиснути“ све три земље да то учине. У марту 2012. Брунеј је поднео своју листу спортиста, међу којима је била и једна жена, деветнаестгодишња атлетичарка у трчању на 400 метара Мазиах Махусин. Иако није испуњавала квалификациону норму, добила је сагласност захваљујући олимпијском принципу универзалности, који каже да НОК може слати неквалификоване спортиста у атлетици и пливању, ако немају квалификоване такмичаре у овим спортовима. након чега је Брунеј потврдио да је Махусин члан његове делегације на Играма.
На свечаној церемонији отварања заставу је носила прва жена у историји брунејског олимпијског спорта атлетичарка Мазиах Махусин. 
Пливач Андерсон Лим као најмлађи учесник Брунеја на олимпијским играма до сада са 16 година и 307 дана, носио је националну заставу на затварању игара.
И после ових игара Брунеј је остао у групи земаља које нису освајале ниједну олимпијску медаљу.

## Учесници по спортовима
| Спорт     | Мушкарци | Жене | Укупно |
| --------- | -------- | ---- | ------ |
| Атлетика  | 1        | 1    | 2      |
| Пливање   | 1        | 0    | 1      |
| Укупно(2) | 2        | 1    | 3      |

| Спорт    | Дисциплина     | Муш. /Жене | Резултат | Спортиста      |
| -------- | -------------- | ---------- | -------- | -------------- |
| Атлетика | 400 м          | Ж          | 59,28    | Мазиах Махусин |
| Пливање  | 400 м слободно | М          | 2:02,26  | Андерсон Лим   |

## Резултати по спортовима

### Атлетика
Мушкарци
| Атлетичар Лични рекорд         | Дисциплина | Квалификације | Квалификације | Полуфинале       | Полуфинале       | Финале           | Финале     | Детаљи |
| Атлетичар Лични рекорд         | Дисциплина | Резултат      | Пласман       | Резултат         | Пласман          | Резултат         | Пласман    | Детаљи |
| ------------------------------ | ---------- | ------------- | ------------- | ---------------- | ---------------- | ---------------- | ---------- | ------ |
| Ak Hafiy Tajuddin Rositi 49,81 | 400 м      | 48,67 ЛР      | 8 у гр. 3     | Није се пласирао | Није се пласирао | Није се пласирао | 41/45 (49) |        |

Жене
| Атлетичарка Лични рекорд | Дисциплина | Квалификације | Квалификације | Полуфинале         | Полуфинале         | Финале             | Финале     | Детаљи |
| Атлетичарка Лични рекорд | Дисциплина | Резултат      | Пласман       | Резултат           | Пласман            | Резултат           | Пласман    | Детаљи |
| ------------------------ | ---------- | ------------- | ------------- | ------------------ | ------------------ | ------------------ | ---------- | ------ |
| Мазиах Махусин           | 400 м пр.  | 59,28 НР      | 6 у гр. 6     | Није се пласиралао | Није се пласиралао | Није се пласиралао | 45/47 (51) |        |

## Пливање
За учешће представника Брунеја у пливачким дисциплинама добијена јее специјалне позивнице ФИНА.
Мушкарци
| Пливач       | Дисциплина     | Група      | Група    | Полуфинале       | Полуфинале       | Финале           | Финале     | Детаљи |
| Пливач       | Дисциплина     | Резултат   | Место    | Резултат         | Место            | Резултат         | Место      | Детаљи |
| ------------ | -------------- | ---------- | -------- | ---------------- | ---------------- | ---------------- | ---------- | ------ |
| Андерсон Лим | 200 м слободно | 2:02,26 НР | 3 у гр 1 | Није се пласирао | Није се пласирао | Није се пласирао | 40/40 (41) |        |

## Извор
1. ↑  "Big leap for Arab women at the London Olympics"
2. ↑  "Brunei expelled from Olympics' opening ceremony" Архивирано на веб-сајту  (15. фебруар 2012), Associated Press, 8. август 2008.
3. ↑  "Brunei to Send Its First Female Athlete to the Olympics", International Herald Tribune, 21 March 2012
4. ↑  "Games of the XXX Olympiad, London 2012 Tripartite Commission: Invitation Places: Information Paper for NOCs" Архивирано на веб-сајту  (17. август 2012), International Olympic Committee
5. ↑  „Saudi Arabia to let women compete in Olympics for first time”. CNN. Приступљено 25. 6. 2012.
6. ↑  „Специјални позиви ФИНА” (PDF). Архивирано из оригинала (PDF) 11. 10. 2013. г. Приступљено 29. 11. 2012.